# Wasyl Bajurak
Wasyl Bajurak, herszt bandy opryszków karpackich, następca Oleksy Dowbosza, osądzony i stracony w Stanisławowie w roku 1754. Jego stracenie przez ćwiartowanie opisał Franciszek Karpiński. Po jego śmierci jego bandą miał kierować Iwan Bojczuk, legendy o którym opisał Stanisław Vincenz w książce Prawda Starowieku.
Na ratuszu w Iwano-Frankiwsku znajduje się jego tablica pamiątkowa z 1992 r.